# Kiyoshi Nakatani
Kiyoshi Nakatani (中谷 喜代志 Nakatani Kiyoshi?, nacido el 7 de mayo de 1991 en Osaka) es un futbolista japonés que juega como defensa.

## Trayectoria

### Clubes
| Club               | País  | Año    |
| ------------------ | ----- | ------ |
| Vanraure Hachinohe | Japón | 2018 - |

## Estadística de carrera

### J. League
| Club               | Año   | J. League | J. League | Copa J. League | Copa J. League | Total | Total |
| Club               | Año   | Part.     | Goles     | Part.          | Goles          | Part. | Goles |
| ------------------ | ----- | --------- | --------- | -------------- | -------------- | ----- | ----- |
| Vanraure Hachinohe | 2019  | 4         | 0         | -              | -              | 4     | 0     |
| Total              | Total | 4         | 0         | 0              | 0              | 4     | 0     |